# Cameco
Cameco Corporation er en canadisk producent af uran med hovedkvarter i Saskatoon. I 2015 producerede de 18 % af verdens uran.
Canadian Mining and Energy Corporation blev etableret i 1988 ved en fusion mellem Eldorado Nuclear Limited og Saskatchewan Mining Development Corporation (SMDC).